# 1894
1894 (MDCCCXCIV) byl rok, který dle gregoriánského kalendáře započal pondělím.

## Události

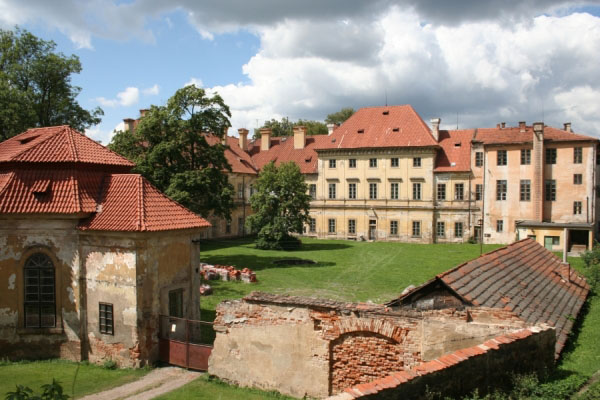
Klášter Plasy

### Česko
- Tomáš Baťa založil obuvnickou firmu – Zlín
- Založen Pivovar Janáček v Uherském Brodě
- 15. ledna – V Praze byl zahájen proces s Omladinou
- 14. června – Při výbuchu v karvinských dolech zahynulo 235 havířů[1]
- 18. srpna – v Ostravě zahájen provoz parní tramvaje
- 27. srpen – Požár konventu cisterciáckého kláštera v Plasích[2]

### Svět

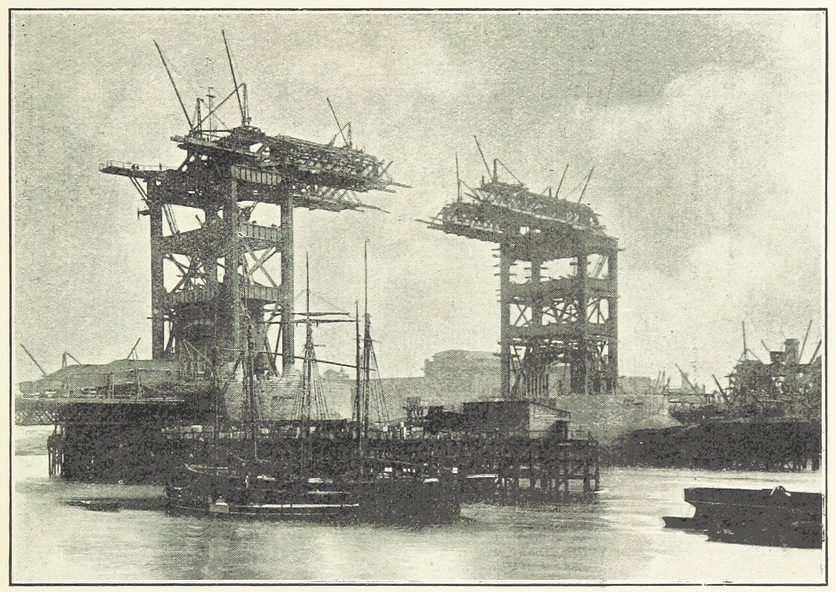
Stavba Tower Bridge

- 23. června – byl založen Mezinárodní olympijský výbor
- 25. června – italským anarchistou byl zavražděn francouzský prezident Marie François Sadi Carnot[3]
- 25. července – čínsko-japonská námořní bitva u Asanu
- 22. července – první automobilový závod Paříž–Rouen 1894
- 15. října – byl ve Francii uvězněn a obviněn z velezrady Alfred Dreyfus, počátek Dreyfusovy aféry
- 5. prosince – německým císařem Vilémem II. byla slavnostně otevřena budova Říšského sněmu v Berlíně
- 30. června – otevřen Tower Bridge v Londýně
- Sabino Araña založil Baskickou národní stranu (PNV) a vytvořil pro svou zemi jméno (Euskadi)

### Probíhající události
- 1881–1899 – Mahdího povstání
- 1894–1895 – První čínsko-japonská válka

## Vědy a umění
- 9. května – Byla v Národním divadle poprvé předvedena hra Maryša
- 10. května – Ve Výmaru proběhla světová premiéra opery Guntram.
- objeven chemický prvek argon
- Lars Magnus Ericsson postavil ve Švédsku automatickou telefonní ústřednu.

## Knihy
- Paul d'Ivoi a Henri Chabrillat – S prázdnou kapsou kolem světa
- Alois Jirásek – Staré pověsti české
- Rudyard Kipling – Knihy džunglí (první díl)
- Karel May – Dobyvatelé Gran Chaca
- Karel May – Old Surehand
- Karel May – Poklad ve Stříbrném jezeře
- Ivan Vazov – Pod jařmem
- Jules Verne – Neobyčejná dobrodružství mistra Antifera

## Narození

### Česko
- 1. ledna

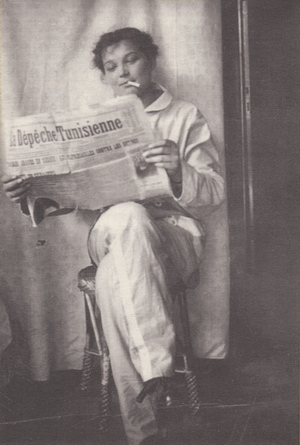
Jaroslava Vondráčková (5. ledna)

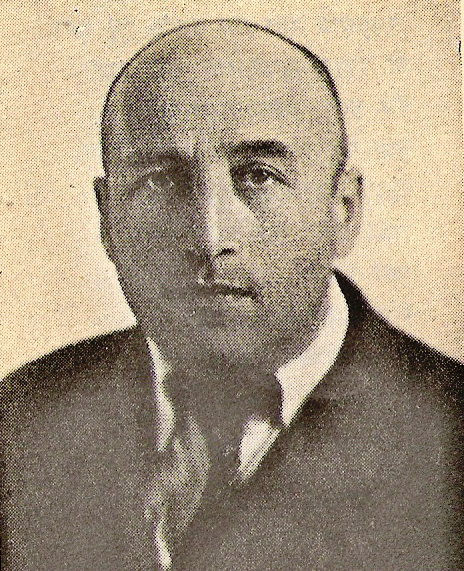
Jiří Langer (7. dubna)

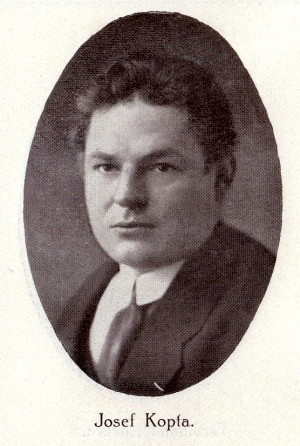
Josef Kopta (16. června)

  - František Götz, literární historik, kritik a dramatik († 7. července 1974)
  - Miloš Vávra, český lékař a amatérský herec († 21. srpna 1964)
- 5. ledna – Jaroslava Vondráčková, česká textilní výtvarnice a spisovatelka († 10. března 1986)
- 8. ledna – Otto Muneles, filolog, judaista a znalec židovské mystiky († 4. března 1967)
- 11. ledna – Jaroslav Vogel, dirigent a hudební skladatel († 2. února 1970)
- 20. ledna – Karel Kotas, architekt († 24. dubna 1973)
- 27. ledna – Václav Hlavatý, český matematik a politik († 11. ledna 1969)
- 31. ledna – Jaroslav Novák, český skaut a spisovatel († 14. března 1965)
- 1. února – Josef Otto Novotný, novinář, editor a překladatel († 22. září 1971)
- 4. února – Alfons Gabriel, česko-rakouský geograf a cestopisec († 28. května 1975)
- 13. února
  - Gabriel Hart, herec a režisér († 13. listopadu 1961)
  - Vladimír Matula, československý politik a diplomat († 8. října 1975)
- 17. února – Alois Hrdlička, konstruktér Škodových závodů († 24. dubna 1961)
- 19. února
  - Jaroslav Císař, astronom, matematik, básník a překladatel († 17. dubna 1983)
  - Zdeněk Němeček, český spisovatel († 5. července 1957)
- 28. února – Josef Šindelář, československý legionář a amatérský botanik Kladenska († 11. srpna 1987)
- 3. března – Otakar Sviták, československý důstojník, účastník protinacistického odboje († 26. srpna 1942)
- 4. března
  - Josef Aul, český cestovatel a lékař († 15. července 1956)
  - František Kubka, novinář, prozaik, básník, germanista a překladatel († 7. ledna 1969)
- 11. března – Vilém Balarin, malíř († 1. října 1978)
- 15. března – Sláva Vorlová, česká zpěvačka, klavíristka a hudební skladatelka († 24. srpna 1973)
- 19. března – Jiří Langer, český básník, publicista a překladatel († 12. března 1943)
- 22. března – Rudolf Walter, divadelní režisér, herec a pedagog († 27. února 1966)
- 23. března – František Cink, zakladatel prvního českého jazzového orchestru († ? 1943)
- 29. března – Franz Planer, americký filmový kameraman českého původu († 10. ledna 1963)
- 31. března – Antonín Hojer, československý fotbalový reprezentant († 20. října 1964)
- 11. dubna – Lev Blatný, český básník, spisovatel a dramaturg († 21. června 1930)
- 15. dubna – Josef Toman, český nevidomý klavírista, varhaník a skladatel († 31. prosince 1972)
- 17. dubna – Josef Rovenský, český filmový režisér († 5. listopadu 1937)
- 27. dubna – Josef Rostislav Stejskal, spoluzakladatel, duchovní a biskup Církve československé (husitské) († 18. září 1946)
- 29. dubna – Karel Pazderský, český učitel a malíř († 1945)
- 1. května – bl. Marie Restituta Kafková, rakouská řeholnice a mučednice českého původu († 30. března 1943)
- 1. května – Matthäus Quatember, generální opat Cisterciáckého řádu († 10. února 1953)
- 14. května – Jindřich Honzl, český režisér a divadelní teoretik († 20. dubna 1953)
- 22. května – Vincenc Straňák, katolický kněz, teolog († 16. dubna 1967)
- 25. května – Čeněk Junek, automobilový závodník († 15. července 1928)
- 3. června – Otakar Škvain-Mazal, československý fotbalový reprezentant († 12. září 1941)
- 5. června – Josef Balabán, legionář, odbojář, čs. Generál († 3. října 1941)
- 8. června – Ervín Schulhoff, český hudební skladatel a klavírista († 18. srpna 1942)
- 10. června – Pavel Bořkovec, hudební skladatel († 22. července 1972)
- 11. června – Antonín Frel, učitel, historik a spisovatel († 3. ledna 1970)
- 14. června – Pavel Beneš, český letecký konstruktér († 31. května 1956)
- 16. června – Josef Kopta, legionář, spisovatel a novinář († 3. dubna 1962)
- 29. června
  - Karel Neubert, nakladatel a protifašistický odbojář († 4. srpna 1973)
  - Jan Port, divadelní teoretik, herec, režisér, kostýmní výtvarník († 16. května 1970)
- 7. července – Ferdinand Stiebitz, překladatel z řečtiny a latiny († 10. října 1961)
- 25. července – Vladimír Kristin, český malíř († 13. listopadu 1970)
- 27. července – Jan Peka, československý hokejový brankář († 21. ledna 1985)
- 13. srpna – František Ventura, olympijský vítěz v parkuru 1928 († 1. prosince 1969)
- 15. srpna
  - Josef Škalda, osobnost protinacistického odboje za protektorátu († 23. ledna 1942)
  - Václav Čep, legionář a příslušník Stráže obrany státu († 23. září 1938)
- 2. září – Sergěj Ingr, československý generál, legionář, ministr národní obrany († 17. června 1956)
- 8. října – Dionysius Polanský, československý právník, politik († 6. června 1971)
- 14. října – Karel Plicka, folklorista, hudebník, scenárista, režisér, kameraman a fotograf († 6. května 1987)
- 16. října – Bohumil Kučera, právník a diplomat († 2. dubna 1980)
- 27. října – Anna Ticho, izraelská malířka českého původu († 1. března 1980)
- 3. listopadu – Jevgenij Leopoldovič Nedzelskij, překladatel české literatury do ruštiny († 27. května 1961)
- 4. listopadu
  - František Šlégr, herec a divadelní režisér († 22. října 1971)
  - Bohumil Boček, československý legionář, odbojář, generál († 16. října 1952)
- 6. listopadu – Josef Ludvík Fischer, český filosof a sociolog († 17. února 1973)
- 8. listopadu – Václav Machek, český jazykovědec († 26. května 1965)
- 10. listopadu
  - Stanislav Mentl, čs. ministr veřejného zdravotnictví a tělesné výchovy († 12. září 1981)
  - Jaroslav Vacek, legionář a odbojář († 23. srpna 1944)
- 14. listopadu – František Ambrož, odbojář, politický vězeň a emigrant († 15. dubna 1980)
- 16. listopadu – Richard Mikuláš Coudenhove-Kalergi, rakouský šlechtic s československým občanstvím, spisovatel a politik († 27. července 1972)
- 21. listopadu – František Hájek, československý důstojník, účastník zahraničního protinacistického odboje († 28. února 1943)
- 22. listopadu – Bohuslav Taraba, skladatel, malíř a hudební spisovatel († 18. září 1978)
- 18. prosince – Josef Sousedík, podnikatel, odbojář a vynálezce v oboru elektrických strojů († 15. prosince 1944)
- 31. prosince – Dalibor Pták, herec, zpěvák, skladatel a klavírista († 21. února 1960)
- ? – Karl Kohn, pražský architekt († 1979)

### Svět

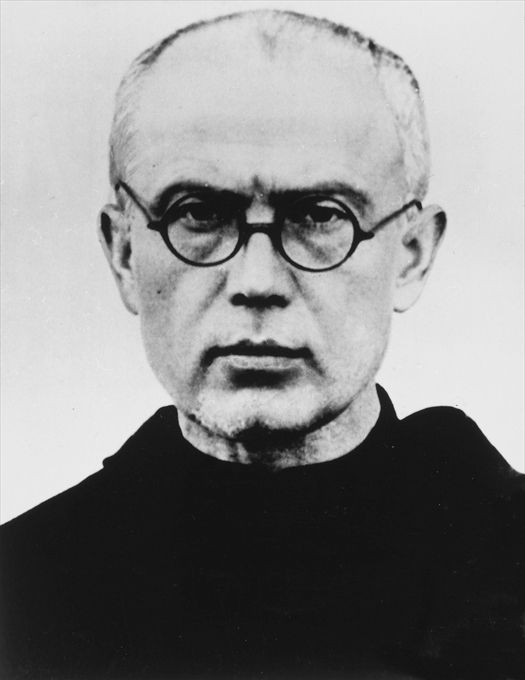
Maxmilián Kolbe (7. ledna)

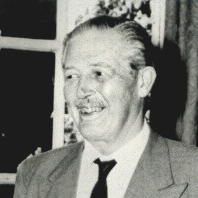
Harold Macmillan (10. února)

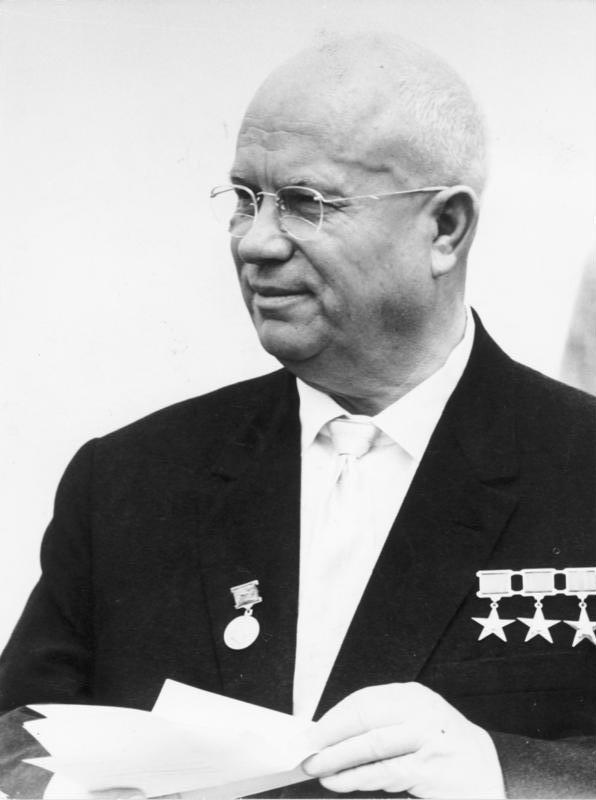
Nikita Sergejevič Chruščov (15. dubna)

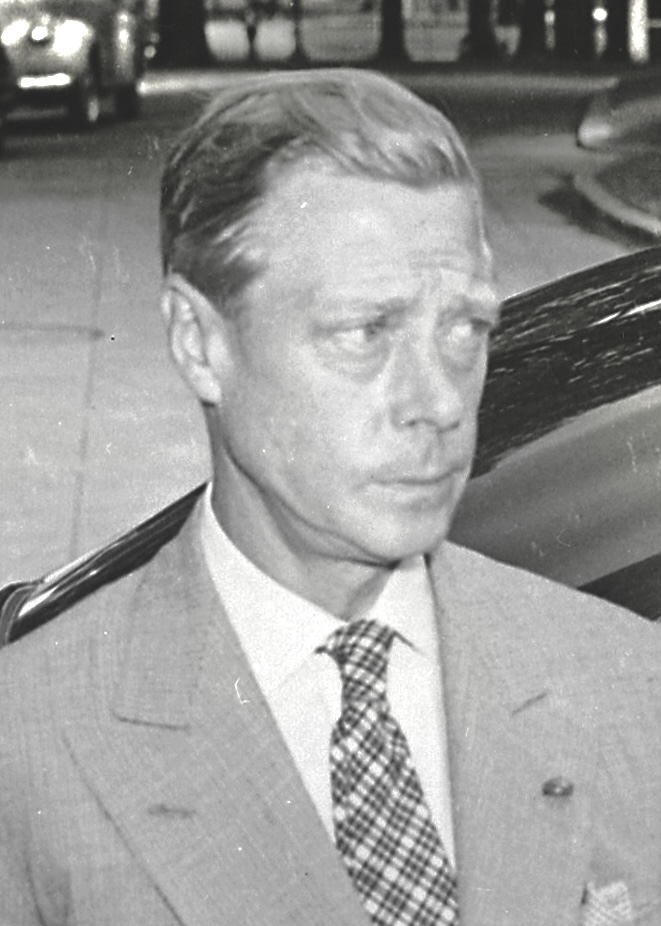
Eduard VIII. (23. června)

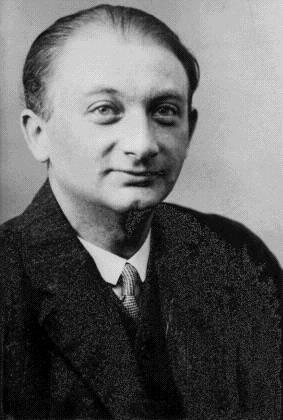
Joseph Roth (2. září)

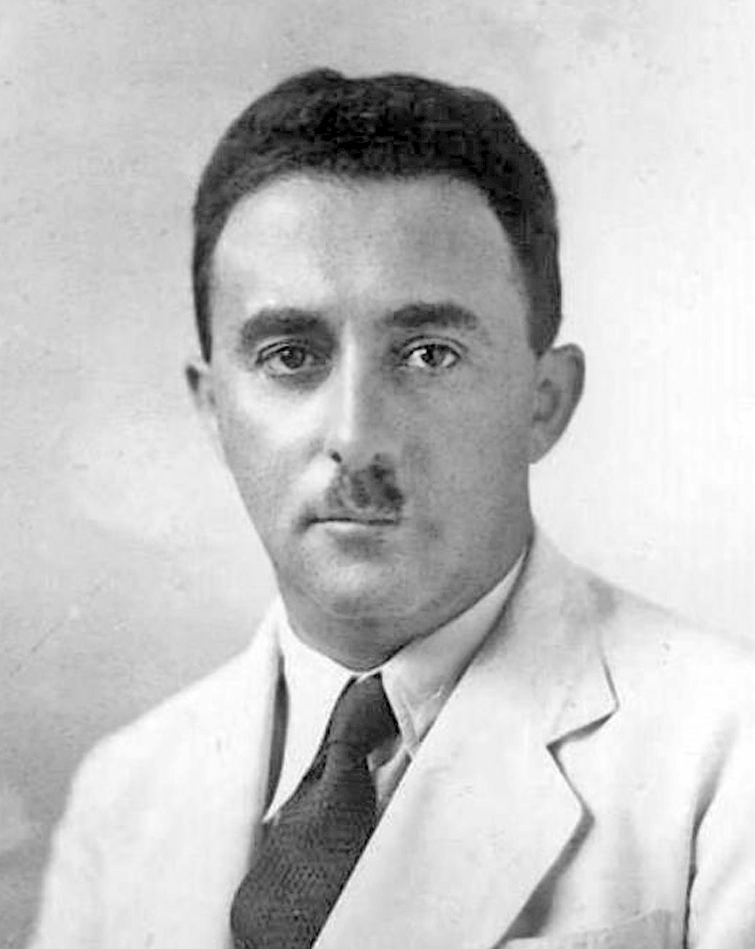
Moše Šaret (15. října)

- 1. ledna – Šatendranáth Bose, indický fyzik († 4. února 1974)
- 7. ledna
  - Paul Bindel, německý sochař a malíř († 1973)
  - Maxmilián Kolbe, kněz, filosof, teolog, misionář a mučedník, katolický světec († 14. srpna 1941)
- 8. ledna – Roger Vercel, francouzský spisovatel († 26. února 1957)
- 12. ledna – Ralph Capone, americký gangster, starší bratr Ala Capona († 22. listopadu 1974)
- 18. ledna – Béla Szenes, maďarský spisovatel († 26. května 1927)
- 25. ledna – Janko Alexy, slovenský spisovatel a malíř († 22. září 1970)
- 30. ledna – Boris III., bulharský car († 28. srpna 1943)
- 1. února
  - John Ford, americký filmový režisér († 31. srpna 1973)
  - Herman Hupfeld, americký hudební skladatel († 8. června 1951)
- 3. února – Norman Rockwell, americký malíř († 8. listopadu 1978)
- 6. února – Maria Czapska, polská hraběnka, spisovatelka a literární historička († 11. června 1981)
- 8. února
  - Billy Bishop, nejúspěšnější stíhací pilot Britského impéria v první světové válce († 11. září 1956)
  - King Vidor, americký filmový herec, kameraman, scenárista a režisér († 1. listopadu 1982)
- 10. února – Harold Macmillan, britský premiér († 29. prosince 1986)
- 11. února – Vitalij Bianki, ruský autor přírodopisných knih pro děti († 10. června 1959)
- 14. února – Karol Hławiczka, polský skladatel, muzikolog, pianista a varhaník († 22. července 1976)
- 26. února – Wilhelm Bittrich, německý nacistický generál († 19. dubna 1979)
- 2. března
  - Hans Jüttner, německý generál († 24. května 1965)
  - Alexandr Ivanovič Oparin, sovětský biolog († 21. dubna 1980)
- 6. března – Edgar Julius Jung, německý právník a politik († 1. července 1934)
- 8. března – Wäinö Aaltonen, finský sochař († 30. května 1966)
- 15. března – Vilmos Aba-Novák, maďarský malíř († 29. září 1941)
- 16. března – Jurij Darahan, ukrajinský básník († 17. března 1926)
- 30. března
  - Thomas Green, britský chodec, olympijský vítěz v chůzi na 50 km z roku 1932 († 29. března 1975)
  - Sergej Vladimirovič Iljušin, ruský letecký konstruktér († 9. února 1977)
- 31. března – Anatol Josepho, americký vynálezce v oblasti fotografie († prosinec 1980)
- 5. dubna
  - Lawrence Dale Bell, americký průmyslník a zakladatel Bell Aircraft Corporation († 20. října 1956)
  - Dmytro Čyževskyj, ukrajinský filosof a literární vědec († 18. dubna 1977)
- 8. dubna – Raymond Schwartz, francouzský ředitel banky, básník, esperantista, humorista a kabaretiér († 14. května 1973)
- 15. dubna
  - Bessie Smith, americká bluesová zpěvačka († 26. září 1937)
  - Nikita Sergejevič Chruščov, první tajemník Ústředního výboru Komunistické strany Sovětského svazu († 11. září 1971)
- 26. dubna – Rudolf Hess, německý nacistický politik († 17. srpna 1987)
- 28. dubna – Fritz Freitag, nacistický generál († 10. května 1945)
- 30. dubna – Hubert Salvátor Rakousko-Toskánský, rakouský arcivévoda († 24. března 1971)
- 1. května – Rukiye Sabiha Sultan, osmanská princezna a dcera sultána Mehmeda VI. († 26. srpna 1971)
- 8. května – Benjamin Graham, americký ekonom († 21. září 1976)
- 11. května – Anton Adriaan Mussert, nizozemský nacistický politik († 7. května 1946)
- 18. května – Robert Benson, kanadský hokejista, olympijský vítěz († 7. září 1965)
- 27. května – Louis-Ferdinand Céline, francouzský lékař a spisovatel († 1. července 1961)
- 29. května – Josef von Sternberg, rakouský režisér († 22. prosince 1969)
- 5. června – Giuseppe Tucci, italský orientalista († 5. dubna 1984)
- 8. června – Alois Irlmaier, německý studnař († 	26. července 1959)
- 10. června – Oskar Karlweis, rakouský herec († 24. ledna 1956)
- 11. června – Dai Vernon, kanadský iluzionista († 21. srpna 1992)
- 13. června
  - Leo Kanner, americký dětský psychiatr († 3. dubna 1981)
  - Jacques Henri Lartigue, francouzský fotograf a malíř († 12. září 1986)
- 14. června
  - Marie-Adéla Lucemburská, dcera velkovévody Viléma IV. Lucemburského († 24. ledna 1924)
  - José Carlos Mariátegui, peruánský novinář a marxistický politik († 16. dubna 1930)
- 15. června – Trygve Gulbranssen, norský spisovatel († 10. října 1962)
- 18. června – Ernst Schneider, vynálezce Voith-Schneiderova lodního šroubu († 1. června 1975)
- 23. června
  - Eduard VIII., král Spojeného království († 28. května 1972)
  - Alfred Charles Kinsey, americký psycholog, biolog a etolog († 25. srpna 1956)
- 25. června – Hermann Oberth, německý fyzik († 28. prosince 1989)
- 25. června – Dashiell Hammett, americký spisovatel († 10. ledna 1961)
- 2. července – André Kertész, fotograf maďarského původu († 28. září 1985)
- 8. července – Pjotr Leonidovič Kapica, sovětský fyzik († 8. dubna 1984)
- 9. července – Percy Spencer, americký konstruktér a vynálezce († 8. září 1970)
- 12. července – Isaak Babel, ruský spisovatel, oběť komunismu († 27. ledna 1940)
- 17. července – Georges Edouard Lemaître, belgický kosmolog († 20. června 1966)
- 18. července – Augustín Malár, slovenský generál († 1945)
- 19. července – Alexandr Chinčin, sovětský matematik († 18. listopadu 1959)
- 25. července
  - Walter Brennan, americký herec († 21. září 1974)
  - Gavrilo Princip, pachatel atentátu na Františka Ferdinanda d’Este († 28. dubna 1918)
- 26. července – Aldous Huxley, anglický spisovatel († 22. listopadu 1963)
- 1. srpna – Juan Filloy, argentinský spisovatel († 15. července 2000)
- 22. srpna – Ivan Stěpanovič Isakov, admirál loďstva Sovětského svazu († 11. října 1967)
- 25. srpna – Anthony Winter, australský olympijský vítěz v trojskoku († 6. května 1955)
- 28. srpna – Karl Böhm, rakouský dirigent († 14. srpna 1981)
- 29. srpna
  - Semjon Iljič Bogdanov, sovětský maršál tankových vojsk († 12. března 1960)
  - Werner Gilles, německý malíř († 23. června 1961)
- 2. září
  - Walter Byron, kanadský hokejový brankář, olympijský vítěz († 22. prosince 1971)
  - Muir S. Fairchild, generál letectva Spojených států amerických († 17. března 1950)
  - Joseph Roth, rakouský spisovatel a novinář († 27. května 1939)
- 3. září – Helmut Richard Niebuhr, americký křesťanský teolog († 5. července 1962)
- 10. září – Olexandr Dovženko, sovětský filmový scenárista, producent a režisér († 25. listopadu 1956)
- 12. září – Dorothy Maud Wrinchová, britská matematička a teoretická biochemička († 11. února 1976)
- 13. září – Julian Tuwim, polský básník († 27. prosince 1953)
- 15. září – Jean Renoir, francouzský režisér, scenárista, producent, herec a spisovatel († 12. února 1979)
- 19. září – Dov Hoz, jeden z vůdců dělnického sionismu († 29. prosince 1940)
- 28. září – Thorleif Haug, norský lyžař, olympijský vítěz 1924 († 12. prosince 1934)
- 4. října
  - Józef Beck, polský ministr zahraničí († 5. června 1944)
  - Frans Gunnar Bengtsson, švédský spisovatel († 19. prosince 1954)
  - Sail Mohamed, francouzský anarchista († duben 1953)
- 5. října – Bevil Rudd, jihoafrický, sprinter, olympijský vítěz v běhu na 400 metrů z roku 1920 († 2. února 1948)
- 8. října – Tibor Déry, maďarský spisovatel († 18. srpna 1977)
- 11. října – Boris Andrejevič Pilňak, ruský spisovatel († 21. dubna 1938)
- 14. října
  - Edward Estlin Cummings, americký básník, malíř a dramatik († 3. září 1962)
  - Heinrich Lübke, prezident Spolkové republiky Německo († 6. dubna 1972)
- 15. října – Moše Šaret, druhý premiér Izraele († 7. července 1965)
- 18. října – Ferdo Kozak, slovinský spisovatel († 8. prosince 1957)
- 21. října – Heinrich Maria Davringhausen, německý malíř († 13. prosince 1970)
- 2. listopadu
  - Bill Johnston, americký tenista († 1. května 1946)
  - Alexander Lippisch, německý letecký konstruktér († 11. února 1976)
- 4. listopadu
  - Heinz Hartmann, rakouský psychoanalytik († 17. května 1970)
  - Pavel Semjonovič Rybalko, sovětský vojevůdce, velitel tankové armády († 28. srpna 1948)
- 5. listopadu
  - Harold Innis, kanadský ekonom a mediální teoretik († 8. listopadu 1952)
  - Beardsley Ruml, americký statistik a ekonom († 19. dubna 1960)
- 13. listopadu – Arthur Nebe, německý nacistický generál policie († 21. března 1945)
- 19. listopadu
  - Isabela Marie Braganzská, portugalská infantka a německá šlechtična († 12. ledna 1970)
  - Paulette Schwartzmannová, lotyšská šachistka († 1953)
- 26. listopadu
  - Ivan Dmitrijevič Papanin, sovětský polární badatel († 30. ledna 1986)
  - Norbert Wiener, americký matematik, zakladatel kybernetiky († 18. března 1964)
- 28. listopadu
  - Arkady Fiedler, polský spisovatel, novinář, zoolog a cestovatel († 7. března 1985)
  - Henry Hazlitt, americký filosof, ekonom a novinář († 8. července 1993)
  - Otto Zdansky, rakouský paleontolog († 1988)
- 8. prosince – James Thurber, americký spisovatel, humorista († 2. listopadu 1961)
- 17. prosince – Wim Schermerhorn, premiér Nizozemska († 10. března 1977)
- 20. prosince – Robert Menzies, premiér Austrálie († 15. května 1978)
- 24. prosince – Georges Guynemer, francouzský pilot a národní hrdina († 11. září 1917)
- 27. prosince – Geršon Agron, starosta Jeruzaléma († 1. listopadu 1959)

## Úmrtí

### Česko

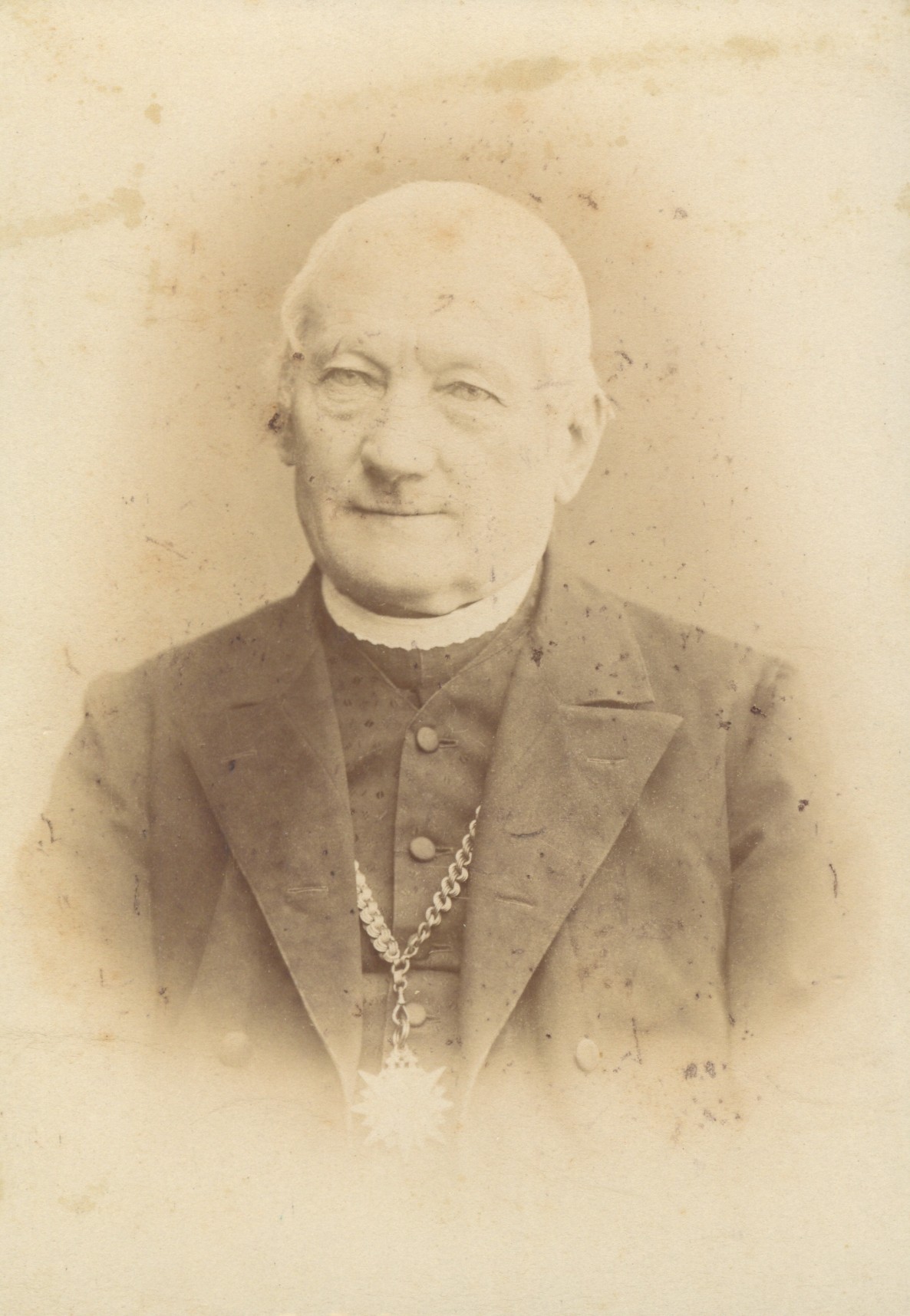
Karel Kerka († 7. ledna)

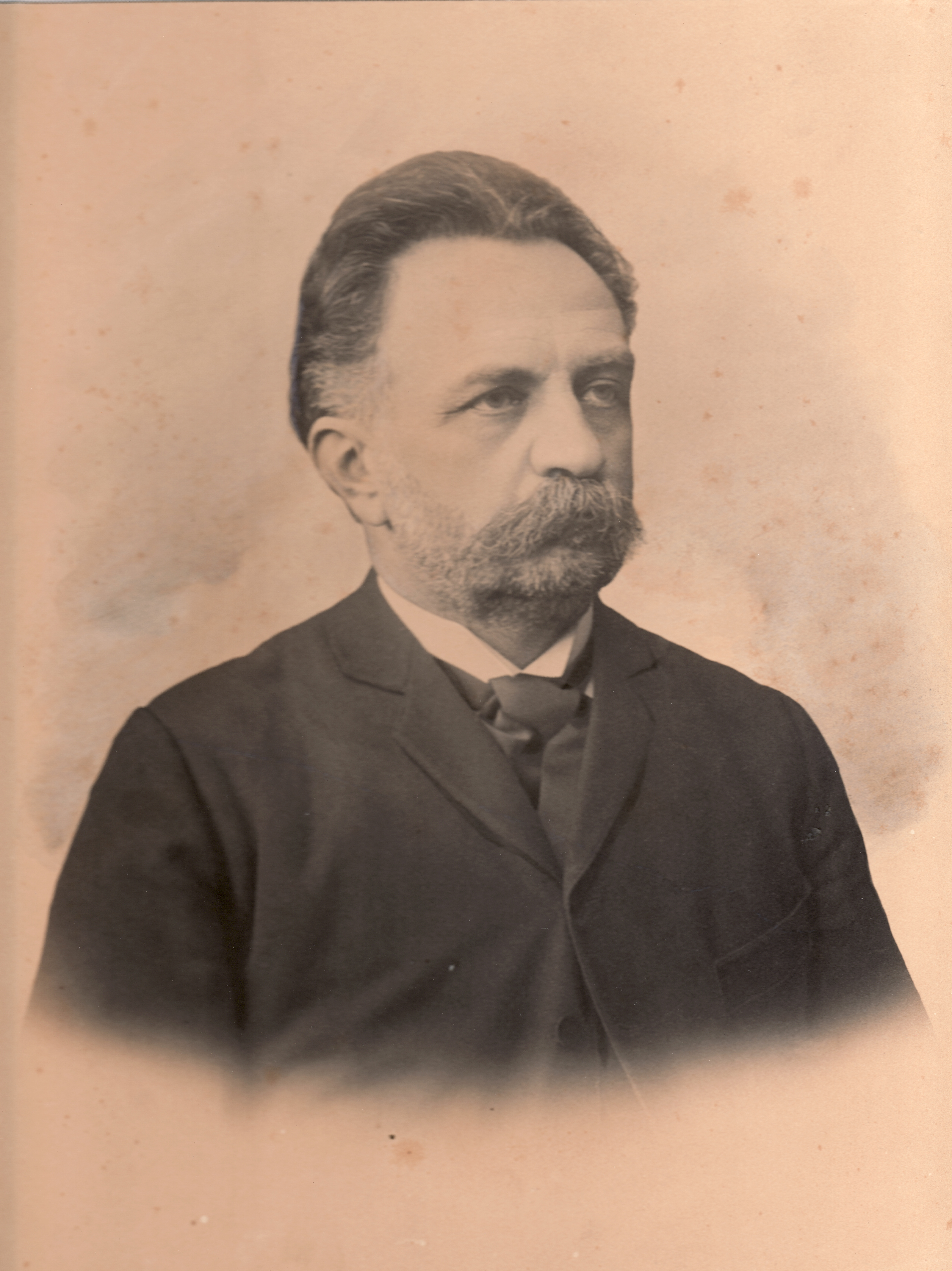
Gustav Winterholler († 29. července)

- 6. ledna – František Kún, český evangelický duchovní v USA (* 30. srpna 1825)
- 7. ledna – Karel Kerka, kanovník katedrální kapituly u sv. Štěpána v Litoměřicích (* 1814)
- 16. ledna – Karl Panowsky, poslanec Říšské rady a Moravského zemského sněmu a starosta Ivančic (* 4. června 1833)
- 18. ledna – Josef Šícha, český lékař a politik (* 18. září 1810)
- 21. ledna – Karel Čížek, redaktor a poslanec Českého zemského sněmu (* 27. června 1833)
- 22. ledna – Franz Eduard Strache, rakouský a český podnikatel, novinář, fotograf a politik (* 29. srpna 1815)
- 25. ledna – Emil Weyr, český matematik (* 31. srpna 1848)
- 28. ledna – August Salaba, strojní inženýr, vynálezce, rektor ČVUT (* 12. března 1840)
- 29. ledna – Petr Bušek, český řezbář (* 5. května 1824)
- 11. února – Karel Leopold Klaudy, pražský primátor (* 30. prosince 1822)
- 1. dubna – Emanuel Seydl, český stavitel (* 24. prosince 1814)
- 5. dubna – Franz Schmeykal, politik německé národnosti v Čechách (* 3. prosince 1826)
- 13. dubna – Adolf Brecher, lékař, spisovatel a básník (* 4. dubna 1831)
- 14. dubna – Václav Steffal, profesor anatomie (* 17. září 1841)
- 16. dubna – Fanny Neuda, židovská, německy píšící, spisovatelka (* 1819)
- 22. dubna – Emanuel František Züngel, český básník, dramatik a překladatel (* 21. června 1840)
- 24. dubna – Josef Riedel, český sklář (* 19. září 1816)
- 4. července – Karel Hron, funkcionář Sokola (* 11. listopadu 1869)
- 11. července – Josef Fischer, lékař a český národní buditel (* 16. dubna 1815)
- 20. července – Josef Kubelka, český básník (* 20. listopadu 1868)
- 28. července – Gustav Winterholler, vysoký státní úředník, starosta Brna (* 14. dubna 1833)
- 2. srpna – Jaromír Mundy, šéflékař maltézského řádu v Českém velkopřevorství (* 3. října 1822)
- 3. srpna – Martin Stelzer, plzeňský stavitel (* 31. ledna 1815)
- 22. srpna – Václav Sedláček, český právník a politik (* 21. února 1839)
- 29. srpna – Josef Niederle, poslanec Českého zemského sněmu a starosta Lanškrounu (* 4. září 1821)
- 2. září – Vojta Náprstek, český vlastenec, sběratel a osvětový pracovník (* 17. dubna 1826)
- 3. října – Antonín Pulda, herec a režisér (* 9. března 1848)
- 14. září – Jan Jeřábek, právník a politik (* 18. září 1831)
- 17. září – Theodor Hassmann, český politik německé národnosti (* ? 1825)
- 1. října – Gustav Vacek, akademický malíř (* 31. srpna 1821)
- 11. října
  - Bohuslav Hřímalý, český houslista a dirigent (* 18. dubna 1848)
  - Egbert Belcredi, moravský šlechtic (* 2. září 1816)
- 3. listopadu – Karel Konrád, kněz, historik české duchovní hudby (* 25. listopadu 1842)
- 31. prosince – Jakub Škarda, český právník a politik (* 11. března 1828)

### Svět

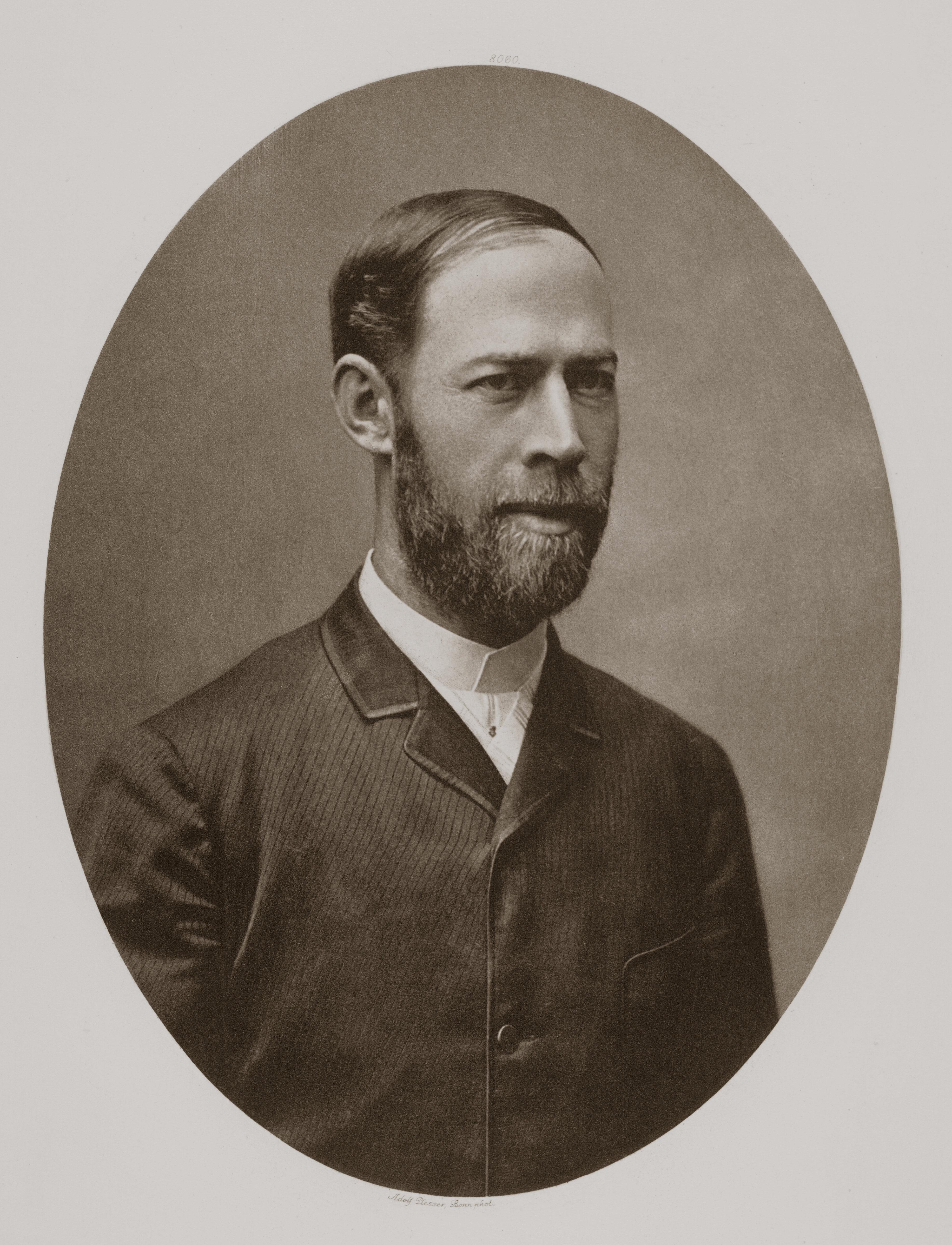
Heinrich Hertz († 1. ledna)

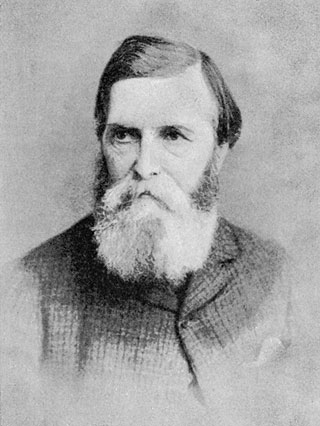
Robert Michael Ballantyne († 8. února)

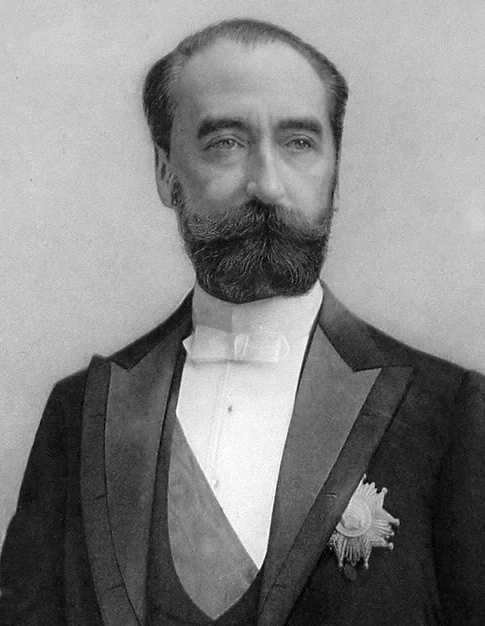
Marie François Sadi Carnot († 25. června)

- 1. ledna – Heinrich Rudolf Hertz, německý vědec (* 22. února 1857)
- 13. ledna – William Henry Waddington, francouzský numismatik, archeolog a politik (* 11. prosince 1826)
- 21. ledna – Guillaume Lekeu, belgický hudební skladatel (* 20. ledna 1870)
- 23. ledna – Carlos Relvas, portugalský fotograf (* 13. listopadu 1838)
- 4. února
  - Louis Lewandowski, německý skladatel synagogální hudby (* 23. dubna 1821)
  - Adolphe Sax, vynálezce saxofonu (* 6. listopadu 1814)
- 5. února – Auguste Vaillant, francouzský anarchista (* 27. prosince 1861)
- 6. února – Theodor Billroth, německý chirurg (* 26. srpna 1829)
- 8. února – Robert Michael Ballantyne, skotský spisovatel (* 24. dubna 1825)
- 9. února – Maxime Du Camp, francouzský spisovatel, žurnalista a fotograf (* 8. února 1822)
- 11. února – Emilio Arrieta, španělský skladatel a hudební vědec (* 21. října 1823)
- 19. února – Francisco Asenjo Barbieri, španělský hudební skladatel (* 3. srpna 1823)
- 21. února – Gustave Caillebotte, francouzský malíř (* 19. srpna 1848)
- 22. února – Michał Hórnik, lužickosrbský duchovní a slavista (* 1. září 1833)
- 3. března – Albert Sands Southworth, americký fotograf (* 12. března 1811)
- 20. března – Lajos Kossuth, maďarský politik, spisovatel a revolucionář (* 19. září 1802)
- 26. března – Constanze Dahnová, německá herečka francouzského původu (* 12. června 1814)
- 31. března – William Robertson Smith, skotský orientalista a evolucionista (* 8. listopadu 1846)
- 8. dubna – Oskar Höcker, německý herec, spisovatel a dramatik (* 13. června 1840)
- 15. dubna – Jean Charles Galissard de Marignac, švýcarský chemik (* 24. dubna 1817)
- 22. dubna – David Payne, skotský malíř (* 29. září 1843)
- 29. dubna – Benjamin Brecknell Turner, britský fotograf (* 12. května 1815)
- 6. května – Amálie Sasko-Coburská, koburská princezna a bavorská vévodkyně (* 23. října 1848)
- 15. května – Francis Bedford, anglický architekt a fotograf (* 1816)
- 21. května – August Kundt, německý fyzik (* 18. listopadu 1839)
- 23. května – Brian Houghton Hodgson, anglický zoolog a politik (* 1. února 1800)
- 25. května – Charles Fredricks, americký portrétní fotograf (* 11. prosince 1823)
- 4. června – Wilhelm Roscher, německý ekonom (* 21. října 1817)
- 17. června – William Hart, americký malíř (* 31. března 1823)
- 25. června – Marie François Sadi Carnot, francouzský politik a prezident (* 1837)
- 27. června – Pierre Eliyya Abo-Alyonan, patriarcha chaldejské katolické církve (* 1840)
- 17. července – Leconte de Lisle, francouzský básník (* 22. října 1818)
- 23. července – Heinrich Brunn, německý archeolog (* 23. ledna 1822)
- 25. července – Charles Romley Alder Wright, britský chemik (* ? 1844)
- 29. července – Richard Buchta, rakouský cestovatel (* 19. ledna 1845)
- 30. července – Walter Pater, anglický esejista, literární a výtvarný kritik (* 4. srpna 1839)
- 10. srpna – Michail Zoščenko, ruský spisovatel, satirik a dramatik († 22. července 1958)
- 8. září – Hermann von Helmholtz, německý matematik a fyzik (* 31. srpna 1821)
- 9. září – Heinrich Brugsch, německý egyptolog (* 18. února 1827)
- 13. září – Emmanuel Chabrier, francouzský skladatel (* 18. ledna 1841)
- 20. září – Giovanni Battista de Rossi, italský archeolog (* 23. února 1822)
- 21. září – Eduard Isaac Asser, nizozemský průkopník fotografie (* 19. října 1809)
- 25. října – Olympe Aguado, francouzský fotograf (* 3. února 1827)
- 1. listopadu – Alexandr III. Alexandrovič, ruský car (* 10. března 1845)
- 20. listopadu – Anton Rubinstein, ruský klavírista a skladatel (* 28. listopadu 1829)
- 27. listopadu – George Barker, kanadsko-americký fotograf (* 1844)
- 3. prosince – Robert Louis Stevenson, skotský romanopisec a básník (* 13. listopadu 1850)
- 4. prosince – Leon Abbett, guvernér New Jersey (* 8. října 1836)
- 7. prosince – Ferdinand de Lesseps, francouzský diplomat (* 19. listopadu 1805)
- 8. prosince
  - Pafnutij Lvovič Čebyšev, ruský matematik (* 16. května 1821)
  - Anton von Hye, ministr spravedlnosti a ministr kultu a vyučování Předlitavska (* 26. května 1807)
- 27. prosince – František II. Neapolsko-Sicilský, poslední král Království obojí Sicílie (* 16. ledna 1836)
- ? – Louis Flobert, francouzský puškař, vynálezce (* 1819)

## Hlavy států

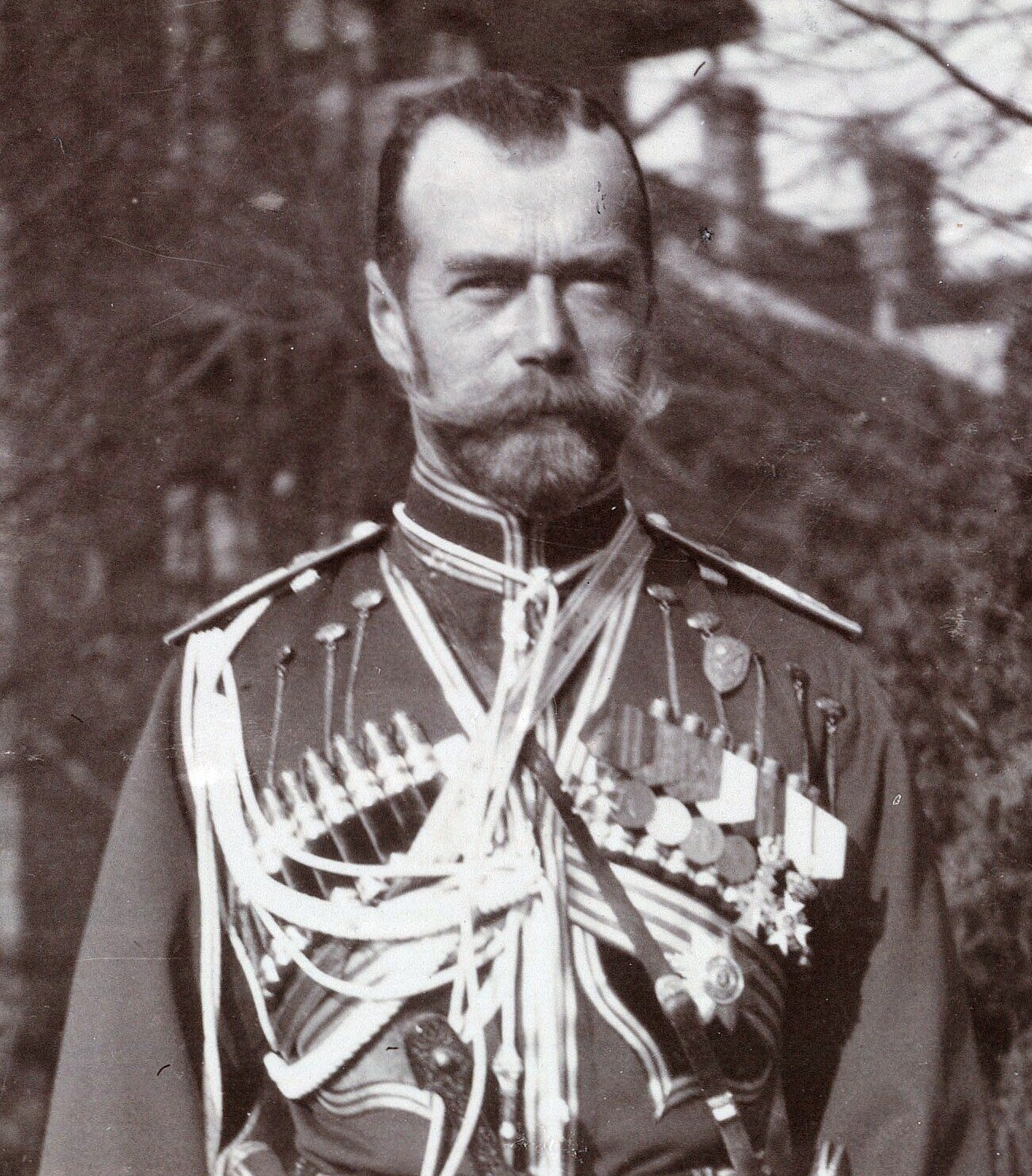
V roce 1894 nastoupil na trůn poslední ruský car Mikuláš II.

- České království – František Josef I.
- Papež – Lev XIII.
- Království Velké Británie – Viktorie
- Francouzská republika – Marie François Sadi Carnot / Jean Casimir-Perier
- Uherské království – František Josef I.
- Rakouské císařství – František Josef I.
- Rusko – Alexandr III. / Mikuláš II.
- Prusko – Vilém II. Pruský
- Dánsko – Kristián IX.
- Švédsko – Oskar II.
- Belgie – Leopold II. Belgický
- Nizozemsko – Vilemína Nizozemská
- Řecko – Jiří I. Řecký
- Španělsko – Alfons XIII. Španělský
- Portugalsko – Karel I. Portugalský
- Itálie – Umberto I.
- Osmanská říše – Abdulhamid II.
- USA – Grover Cleveland
- Japonsko – Meidži
- Čína – Kuang-sü